# Diamantenes Thronjubiläum von Elisabeth II.

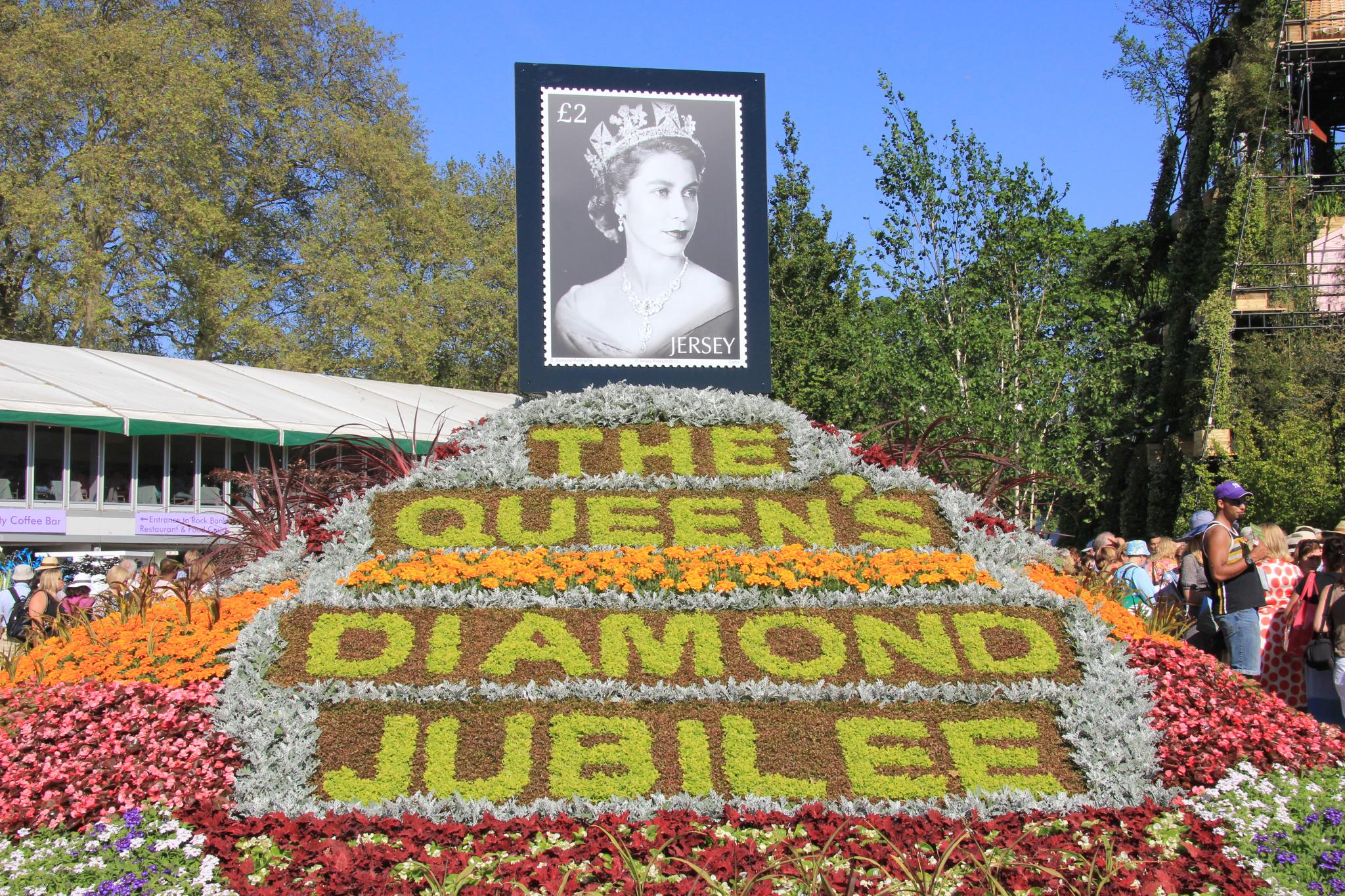
Präsentation zu Ehren der Königin an der Chelsea Flower Show

Das diamantene Thronjubiläum von Elisabeth II. (engl. Diamond Jubilee) war im Jahr 2012 das 60. Jubiläum der Thronbesteigung der britischen Königin Elisabeth II. Es fanden Feierlichkeiten in allen Commonwealth Realms statt. Im Gegensatz zu den früheren Jubiläen, als die Königin den meisten dieser Länder Besuche abgestattet hatte, blieben sie und ihr Ehemann Philip, Duke of Edinburgh dieses Mal in Großbritannien und wurden durch ihre Kinder und andere Familienmitglieder vertreten. Die Hauptfeierlichkeiten fanden vom 2. bis 5. Juni 2012 in London im Rahmen des Diamond Jubilee Weekend statt. Zu den Höhepunkten gehörten das Diamond Jubilee Concert vor dem Buckingham Palace und der Thames Diamond Jubilee Pageant – eine Parade mit über 1000 Wasserfahrzeugen auf der Themse, die größte ihrer Art in der Geschichte. Zahlreiche Sehenswürdigkeiten, Gebäude und dergleichen wurde zu Ehren des diamantenen Jubiläums benannt.

## Vorbereitungen
Im Oktober 2011, beim Gipfeltreffen der Regierungschefs der Commonwealth-Staaten, das in Perth in Australien stattfand, kündigte der britische Premierminister David Cameron die bevorstehende Gründung des Queen Elizabeth Diamond Jubilee Trust an. Er wurde am 6. Februar 2012, dem 60. Jahrestag der Thronbesteigung, ins Leben gerufen. Die vom früheren britischen Premierminister John Major geführte Stiftung sollte wohltätige Organisationen und Projekte in den Commonwealth-Ländern unterstützen, mit Fokus auf Tätigkeiten wie die Bekämpfung von Krankheiten oder die Förderung von Kultur und Erziehung. Im Februar 2012 gab die australische Premierministerin Julia Gillard bekannt, ihre Regierung werde 5,4 Millionen AUD an den Trust beitragen, die neuseeländische Regierung machte später eine ähnliche Zusage in Höhe von 1 Million NZD.
Im selben Monat wurde ein hochrangiger Berater zitiert, dass die Königin zwei Leitsätze für die Planung der Feierlichkeiten festgelegt habe: Die Verwendung öffentlicher Gelder sollte so gering wie möglich sein und niemand sollte „zum Feiern gezwungen werden“. Die Finanzierung der Feierlichkeiten erfolgte zum größten Teil durch private Spender und Sponsoren. Die HM Treasury trug nur die Kosten für die Sicherheitsmaßnahmen. Das Logo des diamantenen Thronjubiläums wurde in einem Wettbewerb in der BBC-Kindersendung Blue Peter ermittelt; es siegte der Entwurf der zehnjährigen Katherine Dewar.

## In den Commonwealth Realms

### Vereinigtes Königreich

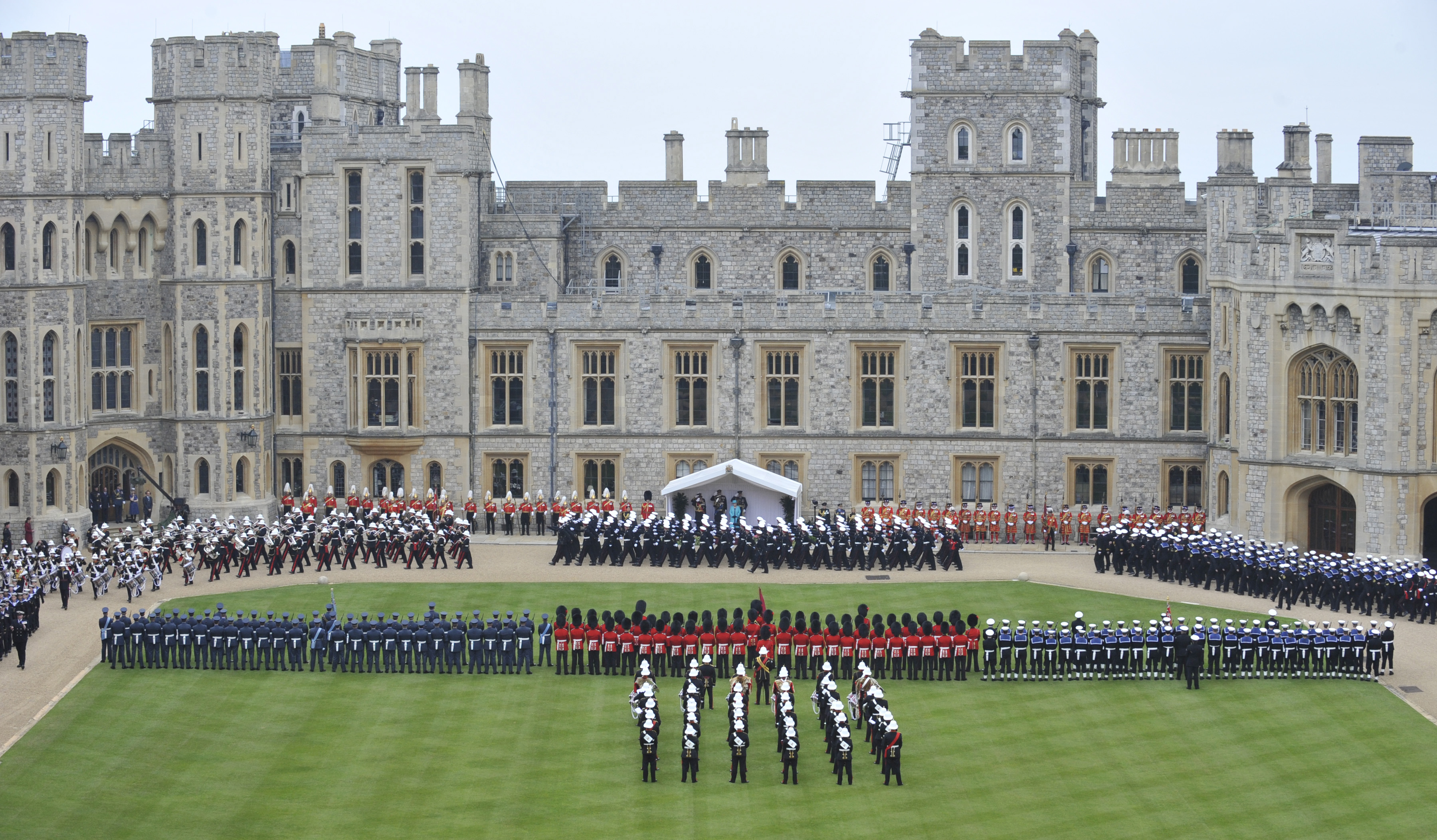
Parade im Hof von Windsor Castle

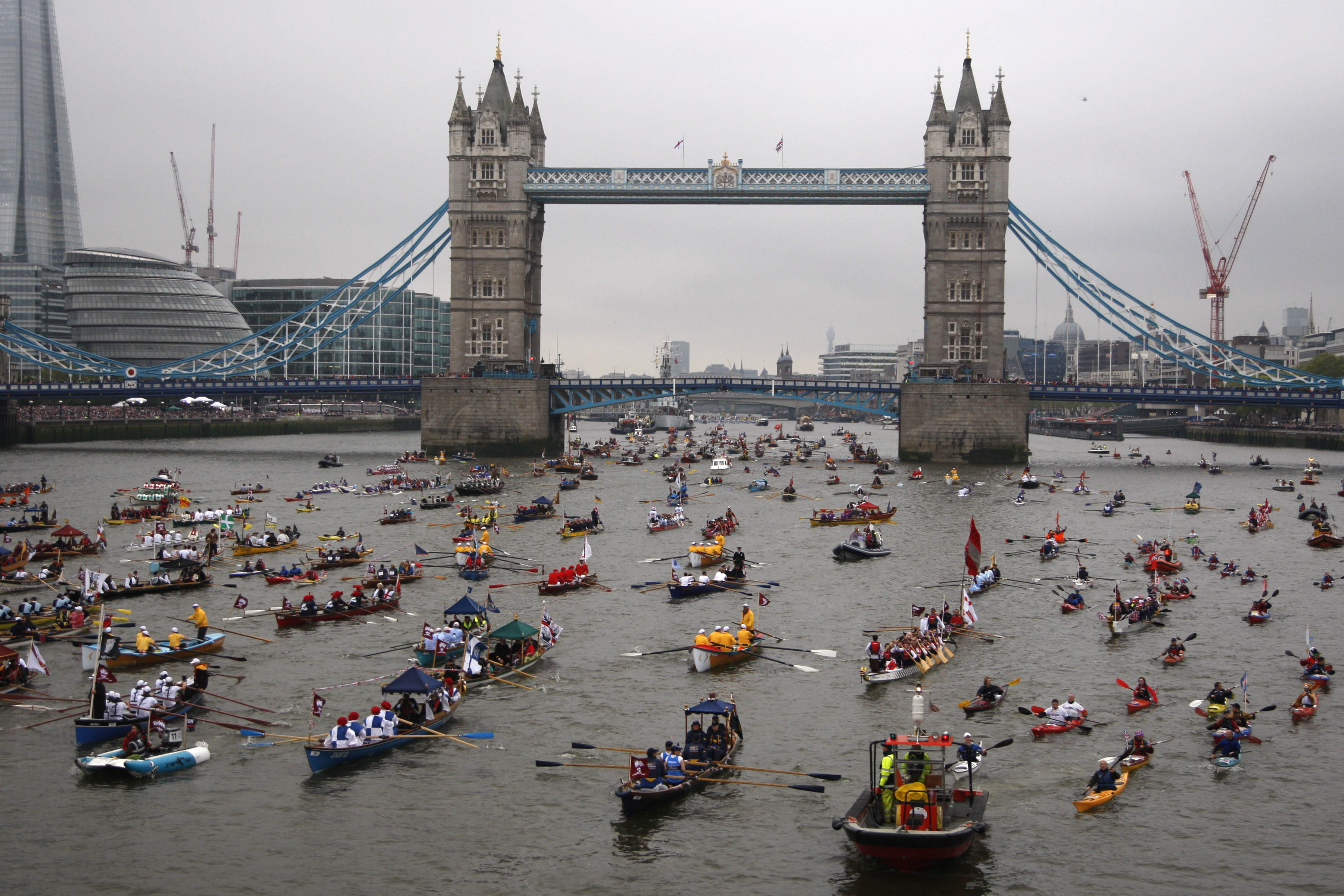
Bootsparade auf der Themse

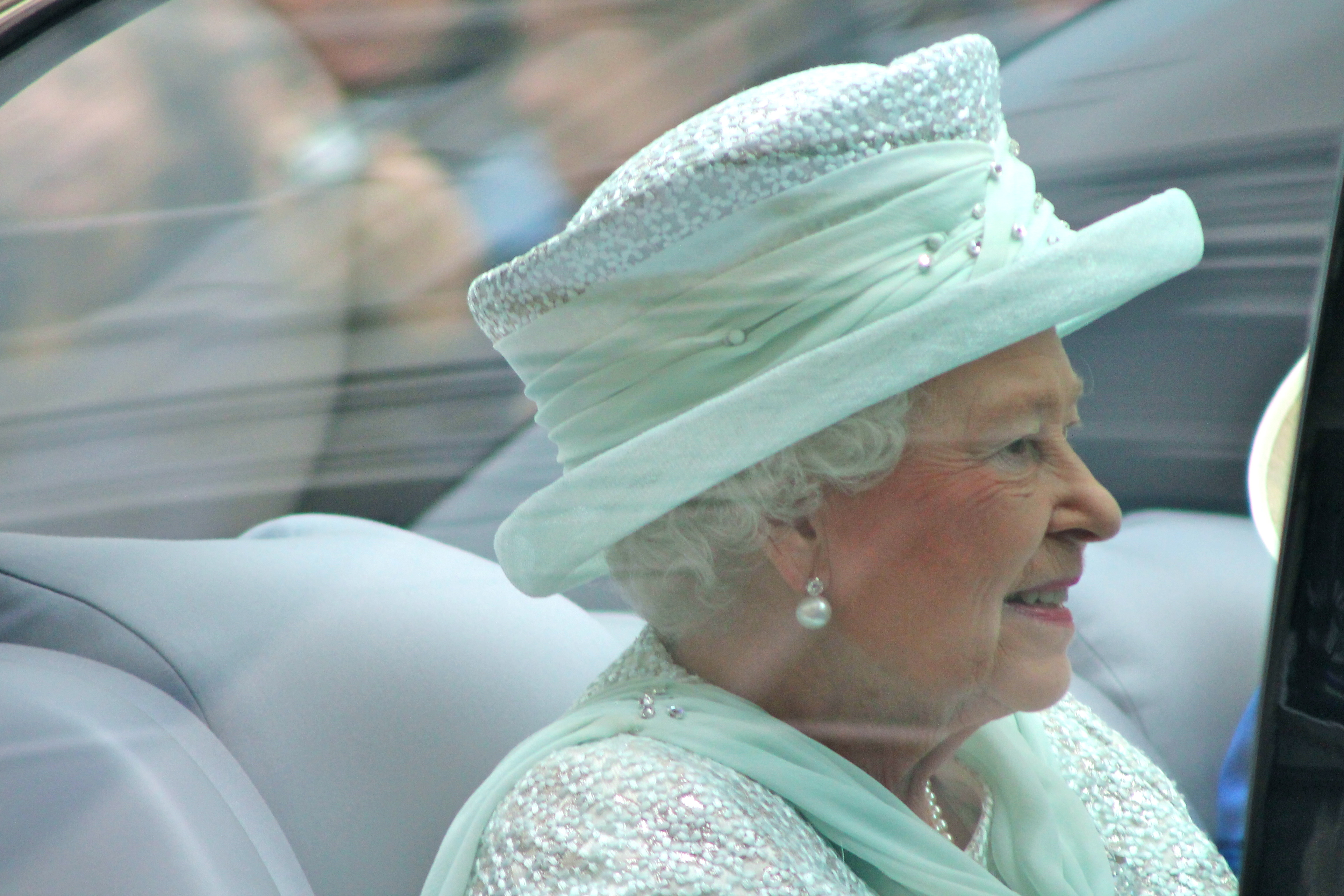
Die Königin erscheint zum Gottesdienst in der St Paul’s Cathedral

Am 5. Januar 2010 gab der Lord President of the Council Peter Mandelson bekannt, dass es am Dienstag, den 5. Juni 2012 einen zusätzlichen Bankfeiertag (bank holiday) geben werde. Durch das Verschieben des traditionellen Frühjahrs-Bankfeiertages (sonst am letzten Montag im Mai) auf Montag, den 4. Juni ergaben sich vier arbeitsfreie Tage hintereinander. Einige Ökonomen sagten voraus, dass das Bruttoinlandsprodukt im zweiten Quartal dadurch um 0,5 % sinken könnte, was aber durch größere Umsätze im Tourismus und im Handel teilweise aufgewogen würde.
Am 20. März 2012 hielt die Königin in der Westminster Hall eine Ansprache vor beiden Kammern des Parlaments. Die erste internationale Veranstaltung zum diamantenen Jubiläum war der Diamond Jubilee Pageant vom 10. bis zum 13. Mai. Dabei handelte es sich um eine Serie von Kavalkaden im Hof von Windsor Castle. Sie standen unter dem Motto The World Comes to Windsor („Die Welt kommt nach Windsor“) und fanden im Rahmen der Royal Windsor Horse Show statt. Gefeiert wurden dabei die zahlreichen Staatsbesuche der Königin während ihrer sechs Jahrzehnte dauernden Herrschaft und ihre Liebe zu Pferden. Die Show umfasste 550 Pferde und 1100 Mitwirkende aus aller Welt, die Königin selbst war bei der letzten Aufführung anwesend.
Die Königin empfing am 18. Mai über 20 amtierende oder ehemalige Monarchen aus anderen Ländern zum Mittagessen im Windsor Castle. Kritik wurde laut an der Anwesenheit von Hamad bin Isa Al Chalifa, des Königs von Bahrain, wegen der Unterdrückung der Proteste gegen die bahrainische Regierung im Jahr 2011. Während der Veranstaltung versammelten sich Protestierende vor dem Buckingham Palace. Windsor Castle war am 19. Mai auch Schauplatz einer Militärparade (Diamond Jubilee Armed Forces Parade and Muster). An dieser nahmen alle drei Zweige der britischen Streitkräfte teil, um ihre Oberkommandierende zu ehren. Teil der Parade war auch eine Flugschau mit 78 aktuellen und historischen Flugzeugen.
Google präsentierte am 2. Juni 2012 auf seiner Hauptseite ein Google Doodle, das aus dem Profil der Königin, Corgis und Diamanten zusammengesetzt war. Am folgenden Tag, den 3. Juni, fand das Thames Diamond Jubilee Pageant statt. An dieser Parade auf der Themse beteiligten sich 1000 Wasserfahrzeuge aus dem gesamten Commonwealth. Es war die größte Parade auf dem Fluss seit 350 Jahren und gemäß dem Guinness-Buch der Rekorde die größte Boots- und Schiffsparade, die jemals stattgefunden hatte. Heftiger Regen setzte während der Parade ein, so dass die geplante begleitende Flugschau wegen tief hängender Wolken und schlechter Sicht abgesagt werden musste. Neben fast allen Mitgliedern der Königsfamilie waren auch verschiedene Generalgouverneure der Commonwealth Realms anwesend.
Prinz Philip musste am 4. Juni wegen einer Blaseninfektion hospitalisiert werden und konnte eine Zeitlang nicht an weiteren Feierlichkeiten teilnehmen. Am Abend desselben Tages war das Gelände vor dem Buckingham Palace Schauplatz des Diamond Jubilee Concert. Vor diesem Konzert mit mehreren Dutzend Popstars und Bands versammelten sich die 10.000 ausgelosten Besucher zu einem Picknick im Palastgarten. Organisator des weltweit am Fernsehen ausgestrahlten Konzerts war der Take-That-Sänger Gary Barlow. Im Verlaufe dieses Tages wurden mehrere Tausend Freudenfeuer in zahlreichen Staaten des Commonwealth of Nations und britischen Überseegebieten entzündet. Die Königin selbst entzündete am Abend ein Feuer vor dem Buckingham Palace, kurz nach dem Konzert.
Mitglieder der Königsfamilie, Generalgouverneure, Premierminister der Commonwealth Realms und 2000 weitere Gäste nahmen am 5. Juni an einem Dankgottesdienst in der St Paul’s Cathedral teil. Will Todd komponierte eigens für diesen Anlass die Hymne The Call of Wisdom, die vom 40-köpfigen Kinderchor Diamond Choir vorgetragen wurde. Rowan Williams, der Erzbischof von Canterbury, widmete seine Predigt der Königin und dankte für ihr lebenslanges Engagement. Anschließend hielt sich die Königin zu einem offiziellen Empfang im Mansion House auf, während weitere Familienmitglieder an einem ähnlichen Anlass in der Guildhall teilnahmen. In einer offenen Kutsche, begleitet vom Household Cavalry Mounted Regiment, kehrte die Königin anschließend zum Buckingham Palace zurück; Hunderttausende Menschen säumten die Route. Den Abschluss bildete eine weitere Flugschau (inklusive der letzten flugfähigen Lancaster-Bomber), als sich die Königsfamilie auf dem Palastbalkon versammelte, um sich erneut der Menschenmenge zu präsentieren.

### Australien
In Australien beschränkten sich die Feierlichkeiten im Wesentlichen auf die Teilnahme an den Aktivitäten in Großbritannien. Charles, Prince of Wales und Camilla, Duchess of Cornwall wurden vom 5. bis 10. November zu einem Staatsbesuch empfangen. Sie reisten durch Queensland, Victoria South Australia, New South Wales und das Australian Capital Territory. Charles und Camilla nahmen an diversen kulturellen Veranstaltungen teil und trafen sich mit der Bevölkerung. Ebenso waren sie beim Melbourne Cup anwesend.

### Kanada

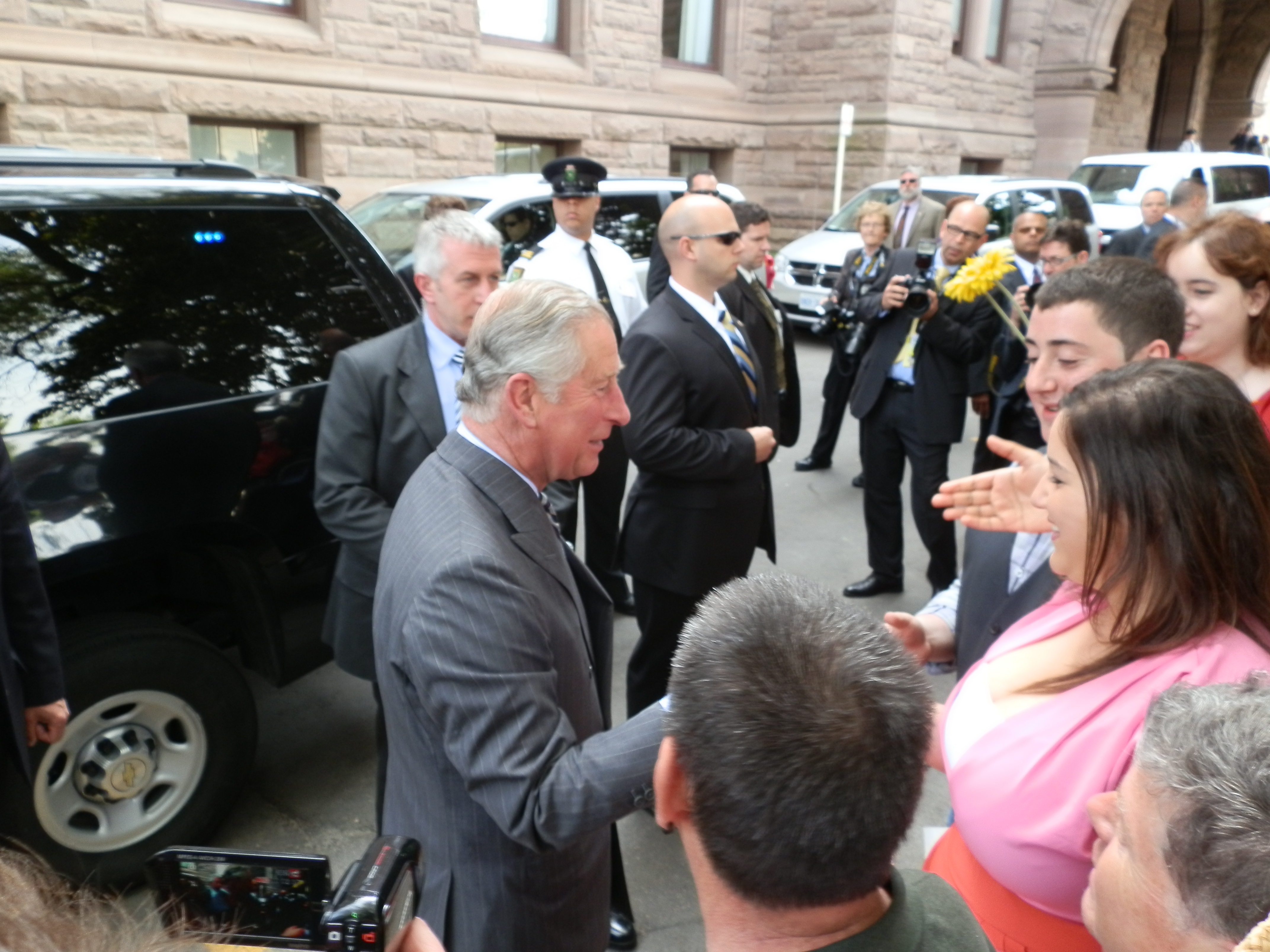
Prinz Charles zu Besuch in Toronto

Am 6. Februar, dem Tag der Thronbesteigung, begann in Kanada die Diamond Jubilee Week. Die Royal Standard für Kanada wurde in Ottawa auf der Rideau Hall, auf dem Parliament Hill gehisst, ebenso auf allen Residenzen der Vizegouverneure und auf den Parlamentsgebäuden der Provinzen und Territorien. Elisabeth II. hatte die Erlaubnis erteilt, vom üblichen Flaggenprotokoll abzuweichen: Dieses sieht vor, dass die Royal Standard nur dort gehisst werden darf, wo sich die Königin persönlich aufhält. In den folgenden Tagen erhielten 60.000 Kanadier die Queen Elizabeth II Diamond Jubilee Medal für besondere Verdienste überreicht, 60 von ihnen durch Generalgouverneur David Johnston. Die monarchiekritische Vereinigung Citizens for a Canadian Republic kritisierte, die Ausgaben der Regierung für die Jubiläumsfeierlichkeiten seien unangemessen und eher von den „Personenkult-Dynastien von Nordkorea oder Syrien zu erwarten gewesen, nicht von Kanada.“ Charles, Prince of Wales und Camilla, Duchess of Cornwall reisten vom 20. bis 23. Mai durch die Provinzen New Brunswick, Ontario und Saskatchewan. Sie besichtigten verschiedene kulturelle und soziale Einrichtungen, nahmen an Empfängen teil, mischten sich unter die Bevölkerung und inspizierten Einheiten der kanadischen Streitkräfte.

### Neuseeland
Neuseeland war vom 10. bis 16. November 2012 das Ziel einer Reise von Charles, Prince of Wales und Camilla, Duchess of Cornwall. Sie reisten durch Auckland, Wellington, Christchurch und Manawatu District. Schwerpunkte des Besuchsprogramms waren Innovationen in den Bereichen Wirtschaft, Landwirtschaft, Ehrenamtlichkeit, Sport, Bildung von Kindern und Tierschutz. Verschiedene Kommentatoren kritisierten das Desinteresse der Behörden an den Feierlichkeiten und beklagten sich, Neuseeland habe eine „Gelegenheit verpasst“. Auf Kritik stieß ebenso die mangelhafte Berichterstattung in den Nachrichtensendungen der öffentlich-rechtlichen Sendeanstalt TVNZ.

### Karibische Commonwealth Realms
Die erste Station von Prinz Edward, Earl of Wessex und dessen Ehefrau Sophie, Countess of Wessex, die an Bord der RFA Fort Rosalie reisten, war am 21. Februar St. Lucia. Dort nahmen sie an den Feierlichkeiten zum Unabhängigkeitstag teil und besichtigten die eine. Anschließend statteten sie am 23./24. Februar Barbados einen Besuch ab. Im Hafen von Bridgetown inspizierten sie eine Einheit der barbadischen Truppen. Während einer gemeinsamen Sitzung beider Parlamentskammern verlas der Earl eine Botschaft der Königin. Das Paar eröffnete eine Ausstellung der University of the West Indies, besuchte ein Kinderheim, enthüllte eine Gedenktafel beim Cricketstadion Kensington Oval und besichtigte Teile der Stadt, die im Jahr zuvor ins UNESCO-Welterbe aufgenommen worden waren. Am 25. Februar trafen sie in St. Vincent und den Grenadinen ein. Dort pflanzten sie Bäume im Botanischen Garten und nahmen an einem Bankett in der Residenz des Generalgouverneurs teil. Am 3. März wurden sie in St. Kitts und Nevis vom Generalgouverneur, dem Premierminister und weiteren Würdenträgern empfangen. Sie nahmen die offizielle Eröffnung eines Parks vor und besuchten das Brimstone Hill Fortress sowie ein Kinderkrankenhaus. Den Abschluss bildete ein Staatsbankett mit Feuerwerkshow in Port Zante. Ebenfalls auf dem Programm standen historische Reenactments.
Prinz Harry besuchte am 2./3. März Belize. Zeremonien fanden in Belmopan und San Ignacio statt. Er reiste ins Grenzgebiet zu Guatemala, wo er an einem Kulturprogramm teilnahm und eine Einrichtung für Immigranten besichtigte, ebenso die Maya-Ruinen von Xunantunich. Schließlich inspizierte er Einheiten der Küstenwache und der Armee. Am 5./6. März besuchte er die Bahamas. Er war Gastgeber eines Empfangs für Jugendliche und schaute einer Parade zu, bei der sich Schulen und Jugendorganisationen präsentierten. Außerdem nahm er an einer Übung der Royal Bahamas Defence Force teil. Vom 5. bis 8. Mai weilte er in Jamaika. Er beteiligte sich an einer Übung der Jamaica Defence Force, besichtigte die Gedenkstätte für William Knibb, rannte mit Usain Bolt um die Wette und wurde zum Ehrenmitglied der University of the West Indies ernannt. Generalgouverneur Patrick Allen veranstaltete ein Bankett, um sowohl das diamantene Jubiläum als auch den 50. Jahrestag der Unabhängigkeit Jamaikas zu feiern.

### Pazifische Commonwealth Realms
Charles, Prince of Wales und Camilla, Duchess of Cornwall waren vom 3. bis 5. November in Papua-Neuguinea zu Gast. In und um die Hauptstadt Port Moresby trafen sie sich mit Vertretern von Kirchen, Wohlfahrtsorganisationen, kulturellen Gruppierungen und Mitgliedern der Streitkräfte. Weitere Stationen auf dieser Reise waren die Salomonen und Tuvalu.

### Britische Überseeterritorien

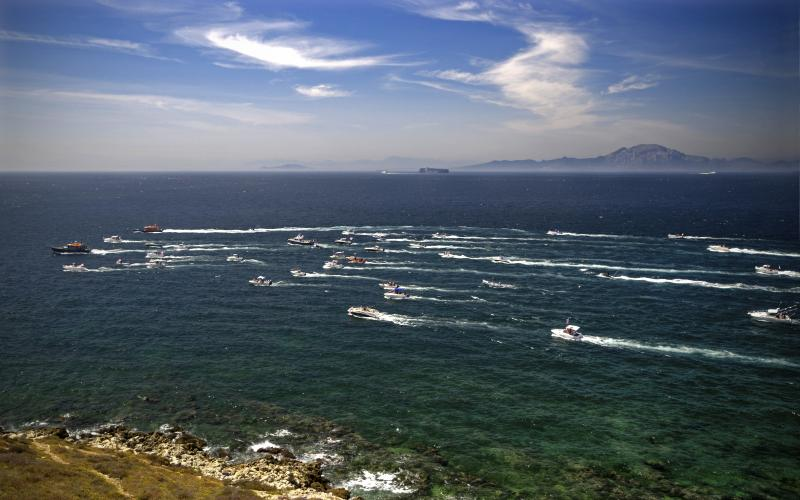
Flottenparade vor Gibraltar

Prinz Richard, 2. Duke of Gloucester besuchte im März die Britischen Jungferninseln. In Gibraltar fand am 4. Juni 2012 das Gegenstück zur Bootsparade auf der Themse statt; an der Gibraltar Diamond Jubilee Flotilla beteiligten sich 161 Schiffe. Für eine kleinere diplomatische Verstimmung sorgte drei Wochen zuvor der Besuch von Prinz Edward und dessen Ehefrau Sophie: Spanien, das Anspruch auf Gibraltar erhebt, protestierte offiziell gegen ihre Anwesenheit.